# Српска солидарност
Српска солидарност је добровољна, невладина непрофитна организација, основана на неодређено време ради остваривања циљева у области хуманитарног рада и помоћи социјaлно угроженом становништву (појединцима, удружењима, социјалним установама и осталим социјално угроженим категоријама) као и унапређења тог заједничког циља и интереса чланова.

## О организацији
Хуманитарна организација се превасходно оснива ради остварења организованијег и успешнијег рада чланова огранизације приликом педузимња активности у области хуманитарног рада и пружања помоћи социјално најугроженијим категоријама становништва Републике Србије, Репубике Српске и Црне Горе. 
Основана је 2015. године под називом „Српска солидарност храном“. Како су временом чланови прерасли идеју саме помоћи храном и, уз укључивање више хуманитараца, организовали нове акције, назив је промењен у „Српска солидарност“. Под мотом “Наше мало је некоме много” организоване су акције помоћи  многим породицама, како на Космету тако и широм Србије, Републике Српске и Грчке.  
Седиште је у Београду, а представници организације су у скоро свим градовима Србије, као и у већим регионалним центрима на подручју Републике Српске.  

### Циљеви и задаци
- Смањење сиромаштва
- Подизање свести код грађана и друштвено одговорних компанија како би се удружили у борби против глади и сиромаштва.

Ради остваривања својих циљева и задатака хуманитарна организација споводи:
- прикупља агро-индустријске, прехрамбене и трговинске производе од донатора
- складишти и дистрибуира прикупљене производе најугроженијим категоријама становништва
- организује хуманитарне акције у циљу прикупљања хране, средстава за личну хигијену, одеће, лекова-медицинских препарата,школског прибора, компјутерске опреме итд..
- прикупља новчане донације ради спровођења хуманитарних, социјалних програма и помоћи најугроженијим категоријама становништва
- сарађује са другим хуманитарним организацијама, невладиним сектором, приватним и јавним фондацијама
- сарађује са државним и приватним фирмама и компанијама
- организује волонтерски рад

### Крсна слава
Српска солидрност сваке године 27. септембра обележава Крстовдан, своју крсну славу.  

### Како подржати
Акције се могу подржати:
- уплатом на динарски рачун
- уплатом путем Интернета.
- пројектом Задужбинарство у коме ће свако имати прилику да буде задужбинар по својој могућности. Пројекат је замишљен тако да што већи број људи на месечном нивоу на дужи временски период донира средства из којих ће се финансирати акције за помоћ угроженом становништву.[1]
- Задужбина бренд - куповином производа са мотивима Косова и Метохије, а сав приход од продаје усмерава се на провођење хуманитарних пројеката.

## Хуманитарне акције
Српска солидарност у свом раду има неколико традиционалних акција. Поред њих, ту су и акције које се организују у складу са тренутним дешавањима и потребама, као и прикључивање акцијама које организују друге организације, а тичу се лечења деце и одраслих или помоћи социјално угроженом становништву.
- Србија без гладних - Акција која је била почетна водиља хуманитарцима при оснивању организације. Организује се сваке године на подручју Косова и Метохије, а циљ ације је помоћ у храни и  средствима за личну хигијену вишечланим породицама и старима који су социјално угрожени.[2]

Кроз ову акцију, организована је и "Солидарност на делу", којом су се позивали грађани, да уместо поклона за славу донесу пакете помоћи за најугроженије становништво на Косову и Метохији.
- Слатки караван се традиционално организује пред новогодишње и божићне празнике. Циљ је прикупљање средстава за поклон пакете за најмлађе становнике у социјално угроженим породицама и срединама. Акција је први пут организована 2016. године и прикупљено је 200 пакетића, док је у јануару 2020. године  уручено 2500 пакетића.[3]

| Година | Број пакетића |
| ------ | ------------- |
| 2016   | 200           |
| 2017   | 450           |
| 2018   | 950           |
| 2019   | 2100          |
| 2020   | 2500          |

- Свеска солидарности

Сваке године под слоганом На Космету српске деце има, школски прибор потребан је њима, организује се акција прикупљања средстава за куповину школског прибора деце са Космета, али акцијом се обухвате и деца из социјално угрожених породица са простора целе Србије и Републике Српске. У 2020. години покренута је акција за набавку једнообразних свесака за све ђаке.
- Вода солидарности

Пројекат којим су предшколке и школске установе у српским енклавама добиле воду. У реализацију су се укључили домаћи и хуманитарци из дијаспоре. Воду су добиле школе „Трајко Перић“, истурено оделење у Рајановцу, као и амбуланта и црква у истом месту. У реализацији и ове акције организовани су хуманитарни турнири у кошарци "3на3".
- Лопта солидарности

Акција за опремање школа и спортских колектива лоптама. У склопу пројекта лопте су поделене у школама широм Косова и Метохије. Лопте су дониране и рукометном клубу Штрпце, као и рукометном клубу Мокра Гора из Зубиног потока.
- За лепши осмех

Акција којом се уређују дечије стоматолошке амбуланте проводи се од 2018. Пројекат је подржан од стране Стоматолошке коморе Србије, Стоматолошки факултет Универзитета у Београду, као и српске дијаспоре.  У реализацији пројекта оформљене су две стоматолошке ординације у ОШ Трајко Перић у Ропотову, и у ОШ Десанка Максимовић у Косовској Каменици, дом здравља Лепосавић и здравствени центар Призрен  испостава енклаве Велика Хоча – Ораховац.
- Васкрсло Косово и Метохија -  Циљ акције је посета у сва три косовскометохијска породилишта – у Пасјану, Грачаници и Косовској Митровици – и да у сваком, прворођеним бебама на Васкрс се дарује златник и уруче пригодни пакети хигијенске и опреме за бебе.
- Онлајн солидарност

Акција је покренута 2020. године уз акцију Свеска солидарности. Новонасталом епидемиолошком ситуацијом, деца су свеске заменила лаптоп рачунарима и компјутерима, па је циљ ове акције куповина потребних уређаја како би деца са Космета могла да се укључе у праћење наставе. Подељено је 90 лаптоп рачунара и таблета у општинама са српском децом.
- Маска солидарности

Акција којим је организовано шивење и подела заштитних маски установама и појединцима. Маске су поделене у Новом Саду на Инфективној клиници и у привременој болници на Сајму, грађанима Беочина, у Убу  радницима ЈКП Ђунис и грађанима Уба, у Пландишту запосленима у Дому здравља 1. октобар,  грађанима Вршца, у Ваљеву ЈКП Видрак и грађанима Ваљева, и у Београду пензионерима и београдским таксистима који бесплатно превозе медицинске раднике. Током целе акције подељено је 3000 заштитних маски. 
- Такси солидарности

Усмерена акција организована у Београду Бањалуци, у сарадњи са таксистима и такси удружењима са подручја ова два града с циљем бесплатног превоза медицинског особља из болница ка њиховим кућама у време пандемије изазване Корона вирусом.
- Пакет солидарности

Овом акцијом пет српских вишечланих породица опремљено је основним намирницама у тешким условима живота за време Корона вируса.
- Организација се укључила у хуманитарну акцију За Софијин први корак, тако што су таксисти сваки први километар вожње поклањали за Софијино лечење.[12], као и у акцији Чеп за хендикеп.
- Хуманитарни турнири се одржавају у градовима и општинама Србије, али и градовима Европе и света у којима живе Срби. Отганизовањем турнира у некој спортској дисциплини прикупља се помоћ за  акције организације.
- Помоћ вишечланим породицама и самохраним родитељима, народним кухињама, као и удружењима деце широм Србије.
- Нема назад - Акција у част херојима Кошара.[13]
- Представљање на Сајму књига у Београду 2018, на штанду Канцеларије за Косово и Метохију [14][15]